# Dr. Jekyll and Mr. Hyde (film 1908 Turner)
Dr. Jekyll and Mr. Hyde (conosciuto anche col titolo A Modern Mr Jekyll) è un cortometraggio muto del 1908, andato perduto, diretto da Otis Turner e primo film ispirato al romanzo di Robert Louis Stevenson Lo strano caso del dottor Jekyll e del signor Hyde del 1886.
Il film, un cortometraggio di 16 minuti, è l'adattamento cinematografico dell'opera teatrale Forepaugh and Fish (1904), di cui vengono impiegati anche gli stessi attori. Jekyll, anche in questa versione, uccide il padre della sua fidanzata (il vicario). Il film fu riproposto nelle sale cinematografiche nel 1920, sulla scia del successo dei tre film usciti quello stesso anno sul personaggio di Stevenson, col nuovo titolo A Modern Mr Jekyll.
Il cortometraggio non è stato mai distribuito in Italia, tuttavia alcune fonti lo riportano come Il dottor Jekyll e Mr. Hyde, uniformandolo al titolo italiano di alcuni film successivi, anche dell'epoca del muto. Il film è andato perduto e, fino ad oggi, non ne sono stati ritrovati nemmeno i fotogrammi, mentre la trama del film è nota grazie alle letture radiofoniche.

## Trama
Il film inizia con l'apertura di un sipario di un palcoscenico teatrale. Il dottor Jekyll confessa il suo amore, non ricambiato, per Alice, la figlia del vicario e lo fa nell'ampio giardino della sua villa. Egli è anche un chimico che sperimenta un siero per separare le componenti del bene e del male presenti in ogni individuo. Dà vita così al malvagio Mr. Hyde, il quale manifesta il suo amore morboso per Alice come Jekyll non avrebbe mai avuto il coraggio di fare e quando il padre di lei tenta di intervenire in sua difesa, viene brutalmente assassinato da Hyde.
Dopo il primo efferato omicidio, Jekyll seguita con le sue metamorfosi (ormai incontrollate), ma è ossessionato dall'idea del patibolo e quindi decide di farla finita con una letale dose di veleno eliminando così entrambe le personalità. Il sipario si chiude e viene mostrato il pubblico che applaude in maniera scrosciante.

## Produzione
Il film fu prodotto dalla Selig Polyscope Company che utilizzò due attori semi esordienti sullo schermo: un noto attore teatrale, Hobart Bosworth, nel ruolo di Jekyll/Hyde, qui alla sua seconda prova cinematografica, e l'esordiente Betty Harte.

## Distribuzione
Distribuito dalla Selig Polyscope Company, il film uscì nelle sale cinematografiche statunitensi il 7 marzo 1908.

## Accoglienza
Il film ottenne all'epoca grande apprezzamento da parte dei critici, che menzionarono lo sconosciuto attore capace di una resa drammatica della metamorfosi al di là di ogni comprensione.